# Phreatodesmus dentatus
Phreatodesmus dentatus är en mångfotingart som beskrevs av Loomis 1960. Phreatodesmus dentatus ingår i släktet Phreatodesmus, ordningen banddubbelfotingar, klassen dubbelfotingar, fylumet leddjur och riket djur. Inga underarter finns listade i Catalogue of Life.